# Fanedanu (Gomo)
Fanedanu is een bestuurslaag in het regentschap Nias Selatan van de provincie Noord-Sumatra, Indonesië. Fanedanu telt 1459 inwoners (volkstelling 2010).